# Thecla pratti
Thecla pratti är en fjärilsart som beskrevs av John Henry Leech 1889. Thecla pratti ingår i släktet Thecla och familjen juvelvingar. Inga underarter finns listade i Catalogue of Life.